# Jason Schwartzman
Jason Francesco Schwartzman (Los Angeles, 26 juni 1980) is een Amerikaanse acteur en muzikant. Schwartzman is de zoon van actrice Talia Shire en een neef van Francis Ford Coppola, Nicolas Cage en Sofia Coppola. Als muzikant staat hij bekend onder het pseudoniem Coconut Records.

## Acteur
Hij werd in 2005 genomineerd voor een Satellite Award voor zijn bijrol in Shopgirl. Schwartzman schreef voor de film The Darjeeling Limited voor het eerst mee aan een scenario. Hij speelde de hoofdrol in de Amerikaanse komedie-serie Bored to Death. Schwartzman schreef en speelde ook de intro van de serie.

## Muziek
Op 14-jarige leeftijd begon Schwartzman in de groep Phantom Planet. Met Phantom Planet scoorde hij in Amerika een kleine hit met het nummer "California", omdat het gebruikt werd als intro van de populaire Amerikaanse televisieserie The OC.
"Coconut Records" is de naam van het solo-popmuziekproject van Schwartzman, dat hij in 2007 startte. Onder deze naam bracht Schwartzman twee albums uit. Beide albums werden positief ontvangen door de muziekpers. Over zijn rol als drummer schreef Schwartzman het nummer "Drummer".

## Filmografie
- Queer (2024)
- Megalopolis (2024)
- The Hunger Games: The Ballad of Songbirds & Snakes (2023)
- Spider-Man: Across the Spider-Verse (2023, stem)
- Asteroid City (2023)
- Sing 2 (2021, stem)
- The French Dispatch (2021)
- Fargo (2020) (serie)
- Klaus  (2019, stem)
- The Polka King (2017)
- The Overnight (2015)
- Big Eyes (2014)
- The Grand Budapest Hotel (2014)
- Saving Mr. Banks (2013)
- Moonrise Kingdom (2012)
- Scott Pilgrim vs. the World (2010)
- Fantastic Mr. Fox (2009, stem)
- The Marc Pease Experience (2009)
- Funny People (2009)
- Walk Hard: The Dewey Cox Story (2007)
- The Darjeeling Limited (2007)
- Hotel Chevalier (2007)
- Marie Antoinette (2006)
- Shopgirl (2005)
- Bewitched (2005)
- The Hitchhiker's Guide to the Galaxy (2005)
- I Heart Huckabees (2004)
- Just Like Mona (2003)
- S1m0ne (2002)
- Spun (2002)
- Slackers (2002)
- Julius and Friends: Yeti, Set, Go (2002)
- Julius and Friends: Hole in One (2001)
- Odessa or Bust (2001)
- CQ (2001)
- Rushmore (1998)

## Discografie
Albums, als "Coconut Records":
- Nighttiming (2007)
- Davy (2009)

## Referentie
1. ↑  "De broertjes Schwartzman zijn beroemd" in NRC-next

- Bibliothèque nationale de France: cb14514396f (data)
- Catàleg d'autoritats de noms i títols de Catalunya: 981058512539706706
- Gemeinsame Normdatei: 129801712
- International Standard Name Identifier: 0000 0001 1462 2829
- Library of Congress Control Number: no2003014112
- MusicBrainz: 197c5ea8-1fee-4692-9282-bd093852292e
- Nationale Bibliotheek van Tsjechië: xx0079745
- Nationale Bibliotheek van Israël: 987007422826305171
- Nationale Bibliotheek van Polen: a0000001781813
- Nederlandse Thesaurus van Auteursnamen: 239316681
- Système universitaire de documentation: 121441148
- Trove: 1448605
- Virtual International Authority File: 85825801
- WorldCat: E39PBJvmFP8fjPQvHXWRPdFR8C